# Derek and the Dominos
Derek and the Dominos est un groupe de blues rock britannique, originaire de Londres (Royaume-Uni) formé par Eric Clapton. Le groupe est éphémère et ne dure qu'un an entre 1970 et 1971.
Durant leur courte carrière la formation a sorti l'album Layla and Other Assorted Love Songs et a pris part à l'enregistrement de l'album All Things Must Pass de George Harrison.

## Formation
Le groupe se forme en Angleterre au printemps de l'année 1970, autour du célèbre guitariste britannique Eric Clapton, avec des membres du groupe Delaney and Bonnie and Friends. Le groupe est alors composé de Bobby Whitlock (claviers et chant), Carl Radle (basse) et Jim Gordon (batterie).
L'origine du nom de groupe est expliquée par Clapton lui-même dans son autobiographie Clapton par Eric Clapton : « Dans notre excitation à former le groupe, un détail nous avait échappé et, jusqu'à la dernière minute avant de monter sur scène, on n'avait pas de nom. Ashton, Gardner et Dyke assuraient la première partie. Or, Tony Ashton, qui me surnommait tout le temps Del, suggéra qu'on s'appelle Del and the Dominos. Il nous présenta, sans mentionner qui nous étions, sous le nom de Derek and the Dominos qui devait rester. »

## Layla and Other Assorted Love Songs
Après ce premier concert à Londres le 14 juin 1970, ils entament une tournée dans tout le Royaume-Uni pendant l'été. À la fin de cette tournée, ils entreprennent l'enregistrement d'un album (de fin août à octobre) qui sort en novembre 1970 sous le titre Layla and Other Assorted Love Songs. On peut noter la présence sur ce disque de la chanson-titre la plus célèbre d'Eric : Layla. Le guitariste Duane Allman participe aux enregistrements et épaule Clapton avec brio, notamment sur la pièce-titre. Après la sortie de l'album, le groupe reprend la tournée au Royaume-Uni et aux États-Unis avec une dernière date le 6 décembre. Entre-temps, le groupe apparait fin novembre sans Duane en tant que musiciens sur le triple album All Things Must Pass de George Harrison.
Layla n'est autre que Pattie Boyd, la femme de son ami George Harrison, l'ex-Beatle, ce que Clapton  révélera plus tard. Fou amoureux d'elle, il lui écrit cette chanson, ainsi que d'autres, comme Bell Bottom Blues ou I Looked Away, présentes sur l'album. Pattie et Eric se marieront des années plus tard, le 27 mars 1979. Ils divorcèrent en 1988.

## Une carrière courte et tragique
En 1971, Eric Clapton et les trois musiciens du groupe se réunissent pour enregistrer un deuxième album, mais se séparent avant la fin de l'enregistrement ; quelques titres des séances de ce second album paraissent en 1988 sur le coffret Crossroads.
Les membres du groupes sont touchés par de nombreuses tragédies : Duane Allman est tué dans un accident de moto le 29 octobre 1971, Carl Radle meurt le 30 mai 1980 à la suite de problèmes rénaux provoqués par l'addiction aux drogues et à l'alcool, et Jim Gordon tue sa mère à coup de marteau lors d'une crise de schizophrénie en 1983. Par ailleurs, Jimi Hendrix, auquel les Dominos avaient rendu hommage en reprenant Little Wing, meurt avant d'avoir pu entendre cette reprise.

## Discographie
- 1970 : Layla and Other Assorted Love Songs
- 1973 : In Concert (enregistré en 1970)
- 1990 : The Layla Sessions 20th Anniversary Edition - Alternate Masters, Jams And Outtakes
- 1990 : The Layla Sessions 20th Anniversary Edition - The Jams
- 1994 : Live at the Fillmore (enregistré en 1970, reprend en partie le contenu de In Concert)
- 2011 : Layla: Forty Years On (compilation)